# Pygophora compressiventris
Pygophora compressiventris är en tvåvingeart som först beskrevs av Thomson 1869.  Pygophora compressiventris ingår i släktet Pygophora och familjen husflugor. Inga underarter finns listade i Catalogue of Life.